# Nationaal Kampioenschap Strokeplay Junioren

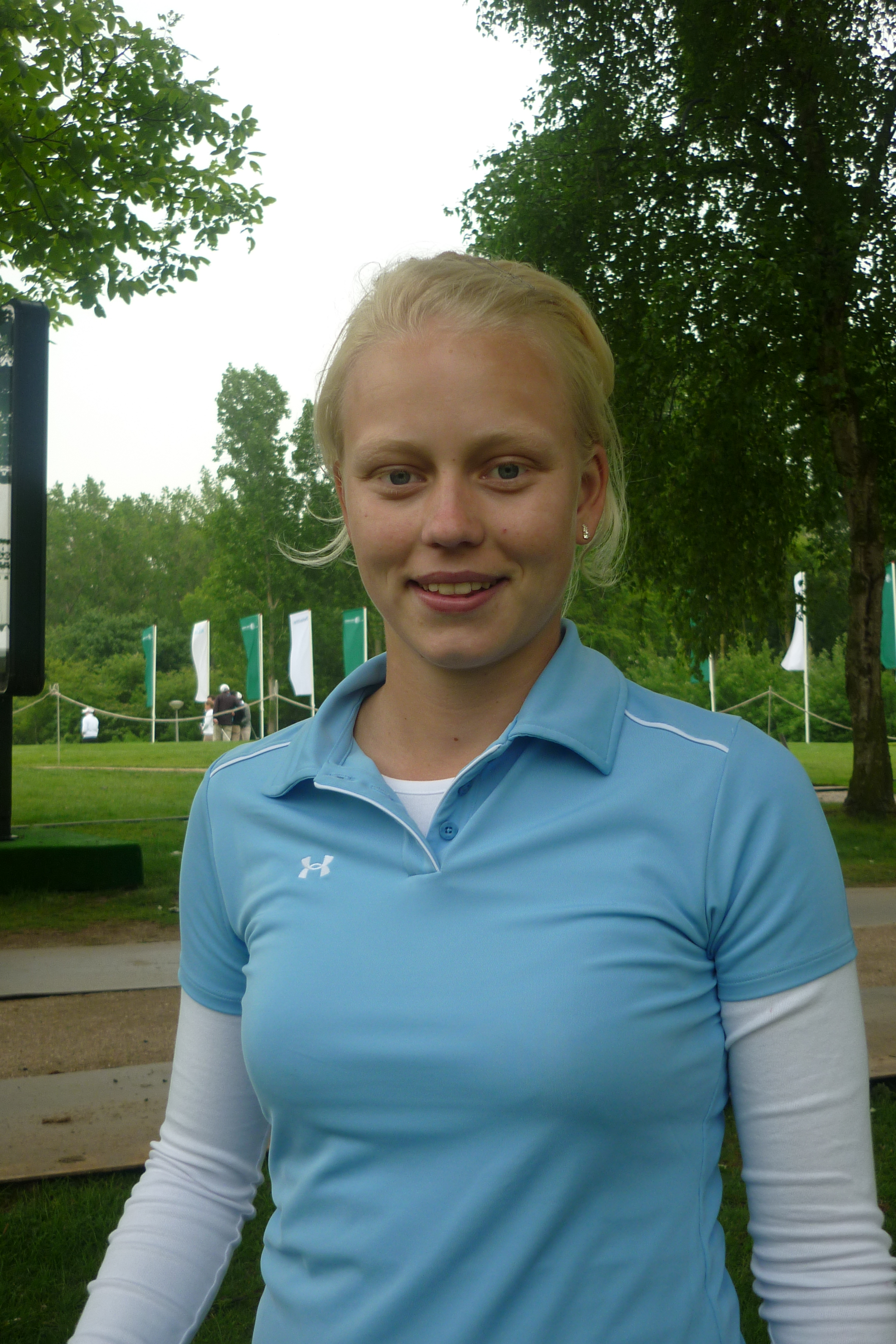
Caroline Karsten
winnares 2007 en 2010

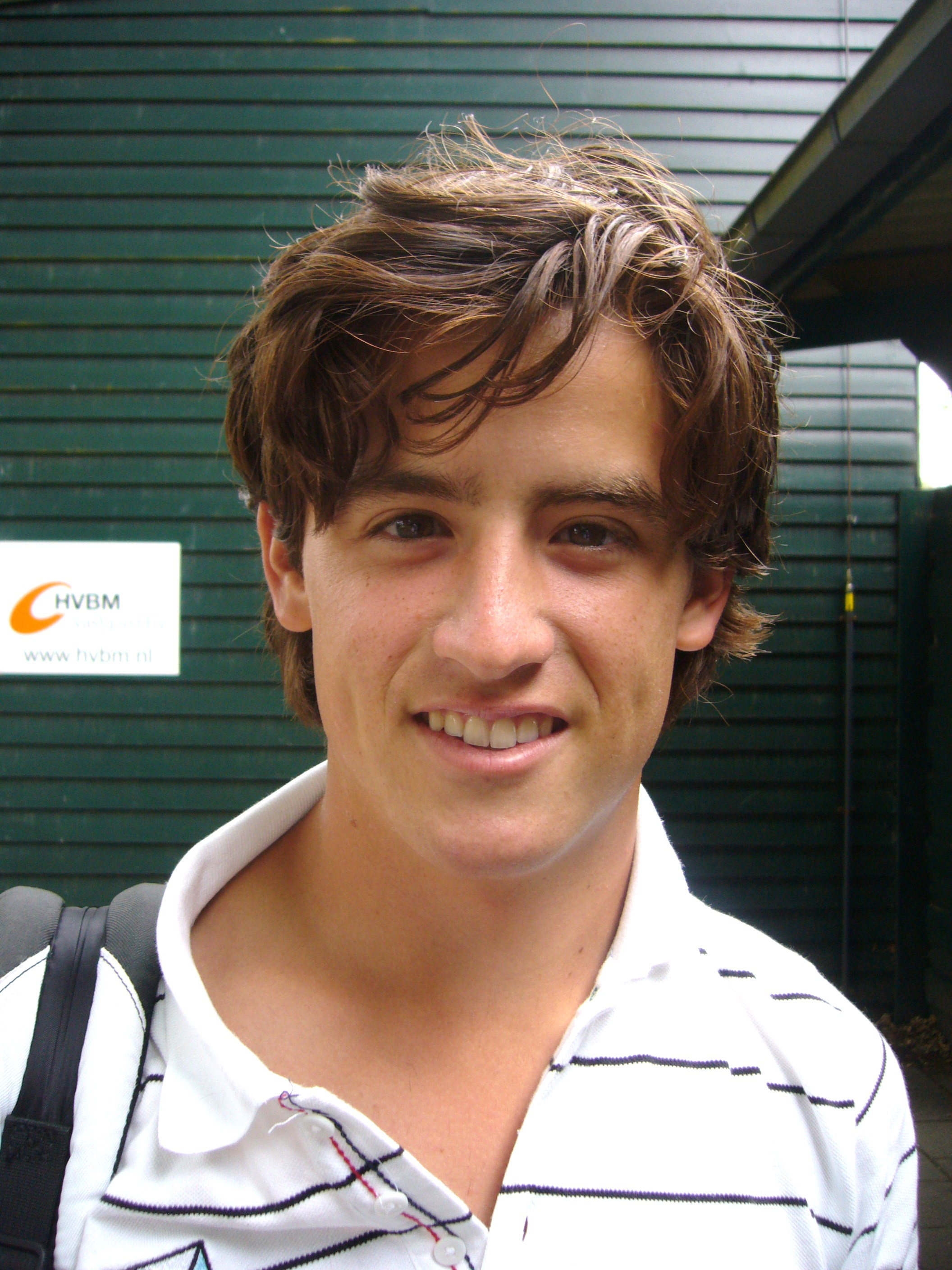
Darius van Driel
winnaar 2010

Het Nationaal Kampioenschap Strokeplay Junioren - ook wel de Trompbeker genoemd - is een golftoernooi dat sinds 1960 wordt gespeeld door junioren tot en met 21 jaar.

## Geschiedenis
Het toernooi wordt sinds 1988 gespeeld over 72 holes en is sindsdien een strokeplay wedstrijd waaraan de top van de jeugdspelers van Nederland meedoet.
De voorzitter, die de club presideerde van 1957 tot 1972, bood vanaf het begin een wisselbeker aan, die zijn naam kreeg. In die tijd werd er jaarlijks een jeugdweekend georganiseerd, waaraan jeugdspelers uit het gehele land deelnamen. Dit toernooi wordt vanaf het begin gespeeld op de Noord-Nederlandse Golf & Country Club. De organisatie staat sinds 1996 onder auspiciën van de Koninklijke Nederlandse Golf Federatie, die er een NK van maakte.

## Winnaars
| Jaar                                        | Jongens                    | Meisjes                  |
| Trompbeker                                  | Trompbeker                 | Trompbeker               |
| ------------------------------------------- | -------------------------- | ------------------------ |
| 1960                                        | Dick Galema                |                          |
| 1961                                        | Bernard Dalenoord          |                          |
| 1962                                        | Aad van Hees               |                          |
| 1963                                        | niet gespeeld              |                          |
| 1964                                        | Fred van de Hoek           |                          |
| 1965                                        | Piet Verweyen              |                          |
| 1966                                        | Theo van Hattem            |                          |
| 1967                                        | Hein Gaarenstroom          |                          |
| 1968                                        | Daan Richters              |                          |
| 1969                                        | Arjen de Boer              |                          |
| 1970                                        | Rob Weener                 |                          |
| 1971                                        | Daan Richters              |                          |
| 1972                                        | Nanno Kroeze               |                          |
| 1973                                        | Peter de Bie               |                          |
| 1974                                        | Hessel Dethmers            |                          |
| 1975                                        | Peter de Bie               |                          |
| 1976                                        | Gerlof de Jager            |                          |
| 1977                                        | Rob Weener                 |                          |
| 1978                                        | Maarten Hoekstra           |                          |
| 1979                                        | Jan Bennink                |                          |
| 1980                                        | Jan Guinée                 |                          |
| 1981                                        | Peter Bijlstra             |                          |
| 1982                                        |                            | Barbara Naarding         |
| 1983                                        | Fons Naarding              |                          |
| 1984                                        |                            | Gertrude Noorman         |
| 1985                                        | Peter Bijlstra             |                          |
| 1986                                        | Hans Eikelaar              |                          |
| 1987                                        | Philip Jan Kok             |                          |
| 1988                                        | Maarten van den Berg       |                          |
| 1989                                        | Thomas van Zijl            |                          |
| 1990                                        | Niels Boysen               |                          |
| 1991                                        | Jeroen Stevens             |                          |
| 1992                                        | Robert Stevens             |                          |
| 1993                                        | Jan van Groningen          |                          |
| 1994                                        | Brian Seton                |                          |
| 1995                                        | Gaston Metselaar           |                          |
| Nationaal Kampioenschap Strokeplay Junioren |                            |                          |
| 1996                                        | Tim Nijenhuis              | Marieke Zelsmann         |
| 1997                                        | Vince Bredt                | Nienke Nijenhuis         |
| 1998                                        | Hiddo Uhlenbeck            | Joan van de Kraats       |
| 1999                                        | Ronald Stokman             | Dewi-Claire Schreefel    |
| 2000                                        | Edward de Jong             | Dewi-Claire Schreefel    |
| 2001                                        | Boudewijn Hubert           | Tineke van der Wal       |
| 2002                                        | Boudewijn Hubert           | Dewi-Claire Schreefel    |
| 2003                                        | Jan-Willem van Hoof        | Dewi-Claire Schreefel    |
| 2004                                        | Joost Luiten               | Dewi-Claire Schreefel    |
| 2005                                        | Sander van Duijn           | Christel Boeljon         |
| 2006                                        | Tim Sluiter                | Maaike Naafs             |
| 2007                                        | Floris de Vries            | Caroline Karsten         |
| 2008                                        | Reinier Saxton             | Chrisje de Vries         |
| 2009                                        | Willem Vork                | Marieke Nivard           |
| 2010                                        | Darius van Driel           | Caroline Karsten         |
| 2011                                        | Robbie van West            | Karlijn Zaanen           |
| 2012                                        | Rowin Caron                | Charlotte Puts           |
| 2013                                        | Lars van Meijel            | Anne van Dam             |
| 2014                                        | Severiano Prins            | Marit Harryvan           |
| 2015                                        | Gijs van Herwaarden        | Ileen Domela Nieuwenhuis |
| 2016                                        | Jerry Il                   | Romy Meekers             |
| 2017                                        | Jerry Il                   | Lauren Holmey            |
| 2018                                        | Dario Antonisse            | Romy Meekers             |
| 2019                                        | Dario Antonisse            | Daniëlle Modder          |
| 2020                                        | Niet gespeeld ivm Covid-19 |                          |
| 2021                                        | Rick Hessing               | Claudia Lara Miravitlles |
| 2022                                        | Lars van der Vight         | Anne-Sterre den Dunnen   |
| 2023                                        | Loran Appel                | Lynn van der Sluijs      |